# Pamiętniki wampirów (serial telewizyjny)
Pamiętniki wampirów (oryg. The Vampire Diaries) – amerykański serial fantastyczny stworzony na podstawie serii powieści L.J. Smith pt. Pamiętniki wampirów. W Stanach Zjednoczonych był emitowany na kanale The CW od 10 września 2009 roku do 10 marca 2017 roku przez osiem sezonów.
W Polsce serial emitowany był na kanałach nFilm HD (sezony 1-2), nPremium (sezon 3), a także TVN i TVN7. Od lutego 2016 roku serial dostępny był na platformie Netflix Polska.

## Fabuła
Cztery miesiące po tragicznym wypadku samochodowym, w którym giną rodzice 17-letniej Eleny Gilbert (Nina Dobrev) i jej 15-letniego brata Jeremy’ego (Steven R. McQueen) rodzeństwo ciągle próbuje poradzić sobie ze smutkiem i iść naprzód. Z początkiem nowego roku szkolnego, Elena i jej przyjaciele są zafascynowani nowym przystojnym i tajemniczym uczniem Stefanem Salvatore (Paul Wesley). Stefan i Elena natychmiast zwracają na siebie uwagę. Elena nie ma pojęcia, że Stefan jest wampirem, starającym się żyć spokojnie wśród ludzi. Jego brat Damon (Ian Somerhalder) jest uosobieniem przemocy i brutalności. Dwaj bracia toczą wojnę o duszę Eleny i jej przyjaciół, rodziny i mieszkańców małego miasteczka Mystic Falls w stanie Virginia.

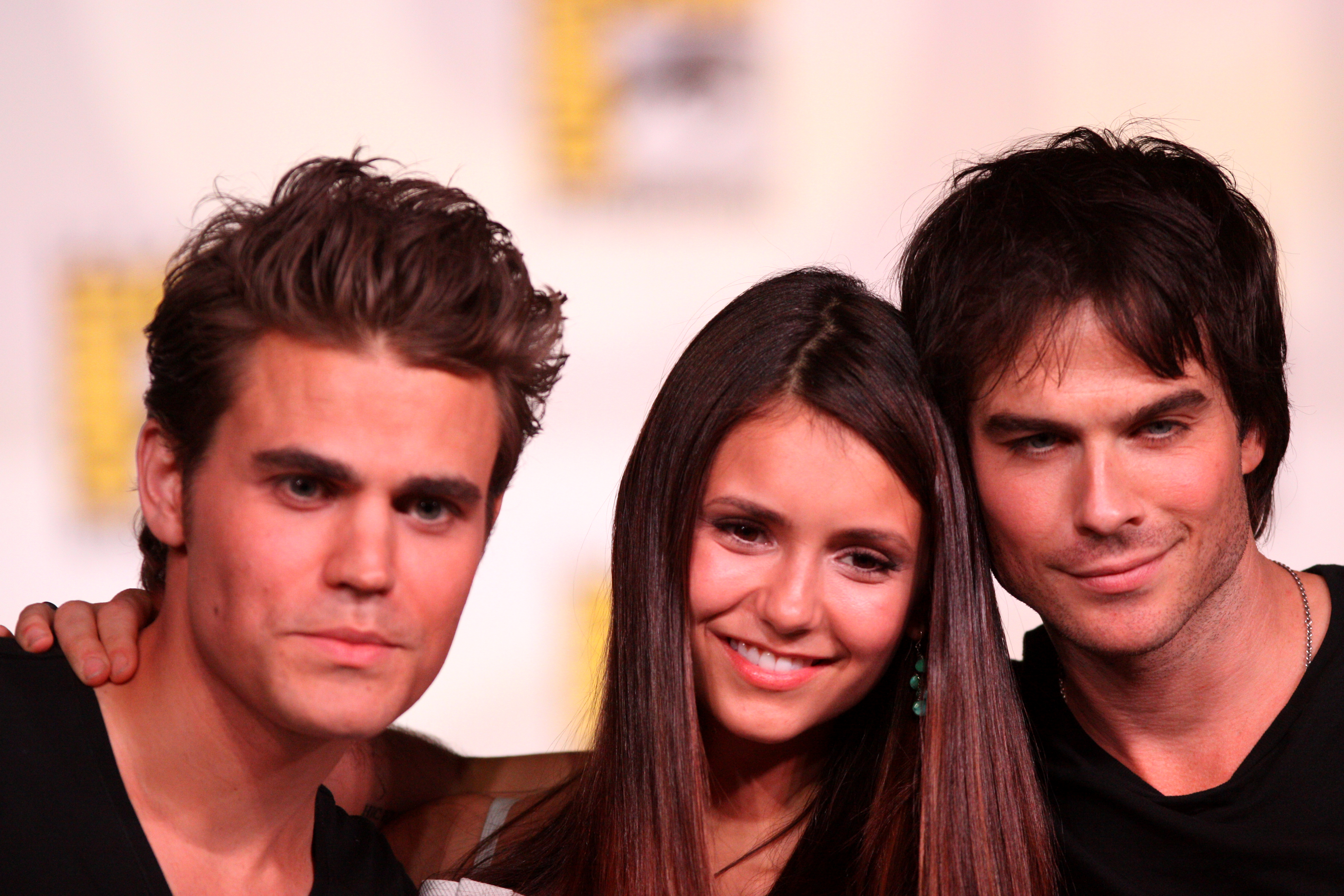
Główni bohaterowie serialu: (od lewej) Paul Wesley, Nina Dobrev, Ian Somerhalder

## Sezony

### Sezon 1 (2009–2010)
Pierwsza część sezonu skupia się na przedstawieniu wampirów, szczególnie na życiu dwóch braci – Stefana i Damona Salvatore’ów, którzy powrócili do swojego rodzinnego miasta Mystic Falls po długim okresie nieobecności. Stefan chce zdobyć serce Eleny, natomiast Damon pragnie przywrócić do życia swoją dawną miłość, Katherine, uwięzioną w grobowcu. Elena jest sobowtórem Katherine, dzięki czemu przebiegła Katherine może się podszywać pod niczego nieświadomą Elenę. Pojawia się też wątek Vicki Donovan, jej przemiany w wampira oraz śmierci. Druga część sezonu skupia się na uwolnionych z grobu wampirach, lecz wśród nich nie ma Katherine. Uwolnione wampiry planują zemstę na rodzinach założycieli i próbują odzyskać swoje miasto. Powstrzymuje ich tylko wampirzyca Pearl, która po uwolnieniu jej przez córkę Anne z grobowca, nie pragnie zemsty, tylko spokojnego życia.

### Sezon 2 (2010–2011)
Drugi sezon skupia się głównie na Katherine Pierce i przyczynach jej powrotu do Mystic Falls, jest dużo retrospekcji z życia Katherine, np. zabójstwo jej rodziny w Bułgarii, narodziny dziecka, które musiała oddać oraz jej uczucia do Stefana i Damona. W tym sezonie pojawia się wątek wilkołaków oraz kamienia, dzięki któremu wilkołaki mogłyby kontrolować swoje przemiany. Poznajemy również rodzinę Mikaelsonów – tak zwanych Pierwotnych, pierwszych wampirów.

### Sezon 3 (2011–2012)
Trzeci sezon przynosi więcej informacji o rodzinie Pierwotnych. Pojawia się cała piątka rodzeństwa – Klaus (który jest hybrydą – pół wilkołakiem-pół wampirem), Elijah, Rebekah, Kol oraz Finn. Ich ojciec również jest wampirem, ale od wieków próbuje zabić swoje dzieci (ponieważ gdy umiera Pierwotny, umiera cała jego linia, czyli wszystkie wampiry które powstały dzięki niemu). W tym sezonie jest też wątek miłości Klausa do Caroline. W ostatnim odcinku Elena zostaje przemieniona w wampira.

### Sezon 4 (2012–2013)
Sezon czwarty to poszukiwanie leku na wampiryzm po tym, jak Elena została wampirem po wypadku na moście oraz zerwanie nadnaturalnej więzi Eleny i Damona, przez którą Elena zachowuje się tak jak każe jej Damon. Elena wyłącza człowieczeństwo po śmierci Jeremy'ego (który później zostaje wskrzeszony i staje się jednym z Pięciu, członkiem bractwa, które od setek lat poluje na wampiry). Pierwotni zaś wyjeżdżają do Nowego Orleanu. Dzięki czarowi Bonnie wszystkie zmarłe nadnaturalne stworzenia mogą wrócić do Mystic Falls po tym, jak tajemniczy Silas został obudzony po 2000 latach. Pod koniec Elena ponownie włącza swoje uczucia i wyznaje miłość Damonowi, okazuje się też, że Stefan jest cieniem Silasa.

### Sezon 5 (2013–2014)
W sezonie piątym dowiadujemy się o Podróżnikach – czarownikach, którzy prowadzą koczowniczy tryb życia. Poznajemy Qetsiyah, pradawną czarownicę, która jest byłą narzeczoną Silasa. Oboje należeli do grupy Podróżników. Dowiadujemy się więcej o Drugiej Stronie, którego kotwicą (osoba, która umrze, przechodzi przez kotwicę) jest Amara – miłość życia Silasa, była służąca Tessy i protoplasta linii sobowtórów (kolejno Tatii, Katherine i Eleny). Katherine ratując się przed zbliżającą się śmiercią staje się „pasażerem” w ciele Eleny. Bonnie aby wrócić do żywych i nie pozwolić do zniknięcia drugiej strony staje się kotwicą. W 5 sezonie poznajemy córkę Katherine – Nadię oraz jej historię. W tym sezonie umiera Katherine, a wraz z nią jej córka ugryziona przez hybrydę – Tylera. Damon spotyka swojego przyjaciela – Enzo, z którym był uwięziony i torturowany przez 5 lat przez doktora Whitmoora. Druga Strona przestaje istnieć, a wraz z nią ginie Damon i Bonnie.

### Sezon 6 (2014–2015)
Ten sezon skupia się na czarownicach i sabatach. Głównie na Sabacie Bliźniąt i głównym antagoniście – Kaiu. Damon i Bonnie przenoszą się do więziennego świata, którym okazuje się być rok 1994. Poznają tam Malachaia Parkera, brata Liv i Luke'a oraz Jo (nową miłość Alarica). Kai po wydostaniu się z więzienia sieje zamęt i domaga się połączenia. W ostateczności łączy się z Lukiem, wygrywa i zabiera moc oraz jego uczucia. Pod koniec swojego życia, zmienia się w wampira, jednak zostaje zabity przez Damona. W tym sezonie poznajemy matkę braci Salvatore – Lilian. Lily jest rozpruwaczem i została zamknięta (podobnie jak Kai) w więziennym świecie w 1903. Domaga się odzyskania jej „rodziny” heretyków – wampirów z mocami czarownic. W 6 sezonie na raka umiera Liz Forbes, przez co Caroline wyłącza uczucia, za nią zmuszony Stefan, z którym rozpoczyna wątek miłosny. Odchodzi Elena, której życie zostało połączone z Bonnie (jak długo będzie żyła Bonnie, tak Elena nie może się obudzić). Damon musi przeżyć bez miłości swojego życia kilkadziesiąt lat. W ostatniej scenie widzimy prawdopodobnie Mystic Falls lata później, opustoszałe i zmasakrowane, a na wieży zerkającego na nie Damona.

### Sezon 7 (2015-2016)
Pierwsza połowa sezonu skupia się na heretykach, wampirach z mocami czarownic oraz Lily Salvatore. Poznajemy heretyków: Malcolma, Beau, Mary Louise, Norę, Valerie oraz Oscara. Lily chce ożywić swoją dawną miłość – Juliana. Z tego względu chce wejść w posiadanie Kamienia Feniksa, którego Alaric próbował użyć na Jo. Kamień powoduje, że dusza wampira jest uwięziona w środku, a powracając do ciała, może wrócić ktoś inny. Jest zawarty wątek Valerie, która była pierwszą miłością Stefana oraz jej ciąży, którą straciła przez Juliana. Widzimy miłość Enzo do Lily, jej śmierć, rozwijające się uczucia Bonnie i Enzo oraz ciążę Caroline, która nosi dzieci Alarica. W ostatniej scenie pierwszej połowy sezonu dusze Damona i Stefana zostają wciągnięte do Kamienia Feniksa. W następnych latach bracia będą musieli zmierzyć się z legendarną łowczynią wampirów, która ściga Stefana.

### Sezon 8 (2016-2017)
Damon i Enzo pod wpływem tajemniczej istoty mordują kolejnych ludzi. Bonnie, Caroline i Stefan próbują ich powstrzymać oraz przywrócić do poprzedniego stanu. Bonnie będzie jednak bardzo trudno bez jej magii. W domu Alarica pojawi się Seline, nowa niania bliźniaczek. Kobieta ma być nową ukochaną Saltzmana i wielką obrończynią jego dzieci. Niestety okazuje się, że tą tajemniczą istotą jest syrena – Sybil,  która służy samemu diabłu – Cadowi. Syrena próbuje opanować umysł Damona i pragnie zmienić jego podświadomość, w której znajduje się nikt inny jak jego ukochana Elena. Damon pod wpływem syreny zabija Tylera. Matt Donovan należy do rodziny Maxwell, która zbudowała dzwon, który miał być wykorzystany przeciwko diabłu. W trakcie świąt Bożego Narodzenia Caroline daje Damonowi naszyjnik Eleny, aby mógł przypomnieć sobie co do niej czuł. W tym czasie Stefan oddaje swą duszę diabłu za uwolnienie jego i jego brata za rok jak przestaną zabijać złe dusze i wysyłać je do piekła, Stefan staje się rozpruwaczem,  a Damon zaczyna rozumieć co się dzieje. Damon włącza w końcu człowieczeństwo. Cadowi się to nie podoba i każe dokonać wyboru obu braciom – zabić 100 ludzi w ciągu dnia albo ukochaną swego brata. Stefan chce zabić Elenę, Damon pragnie go powstrzymać, jednak Stefan dociera na miejsce  i zabija Enzo, a Bonnie wstrzykuje mu lekarstwo na wampiryzm. Stefan staje się człowiekiem. Bonnie cierpiąc przez przypadek stworzyła drugą stronę, gdzie schowała duszę Enzo przed diabłem. Stefan zaczyna mieć wyrzuty sumienia, a jego starzy wrogowie i ludzie, których kiedyś zahipnotyzował, pragną go zabić. Damon w tym czasie stara się znaleźć broń z Alarickiem na diabła. Kiedy Matt bił dzwonem jedenaście razy – Kai wydostał się z piekła.

## Obsada

### Główna obsada
| Aktor             | Postać           | Odcinki | Sezony       | Sezony       | Sezony       | Sezony       | Sezony                    | Sezony      | Sezony                    | Sezony                    |
| Aktor             | Postać           | Odcinki | 1            | 2            | 3            | 4            | 5                         | 6           | 7                         | 8                         |
| ----------------- | ---------------- | ------- | ------------ | ------------ | ------------ | ------------ | ------------------------- | ----------- | ------------------------- | ------------------------- |
| Nina Dobrev       | Elena Gilbert    | 132     | Główna rola  | Główna rola  | Główna rola  | Główna rola  | Główna rola               | Główna rola | Archiwalne nagrania       | Gościnnie                 |
| Nina Dobrev       | Katherine Pierce | 51      | Drugoplanowo | Główna rola  | Drugoplanowo | Drugoplanowo | Główna rola               |             |                           | Gościnnie                 |
| Nina Dobrev       | Amara            | 3       |              |              |              |              | Gościnnie                 |             |                           |                           |
| Paul Wesley       | Stefan Salvatore | 171     | Główna rola  | Główna rola  | Główna rola  | Główna rola  | Główna rola               | Główna rola | Główna rola               | Główna rola               |
| Paul Wesley       | Silas            | 9       |              |              |              | Gościnnie    | Drugoplanowo              |             |                           |                           |
| Paul Wesley       | Tom Avery        | 2       |              |              |              |              | Gościnnie                 |             |                           |                           |
| Paul Wesley       | Ambrose          | 2       |              |              |              |              |                           |             | Gościnnie                 |                           |
| Ian Somerhalder   | Damon Salvatore  | 171     | Główna rola  | Główna rola  | Główna rola  | Główna rola  | Główna rola               | Główna rola | Główna rola               | Główna rola               |
| Steven R. McQueen | Jeremy Gilbert   | 100     | Główna rola  | Główna rola  | Główna rola  | Główna rola  | Główna rola               | Główna rola |                           | Specjalny występ          |
| Sara Canning      | Jenna Sommers    | 35      | Główna rola  | Główna rola  | Gościnnie    |              | Gościnnie                 |             |                           | Specjalny występ          |
| Katerina Graham   | Bonnie Bennett   | 136     | Główna rola  | Główna rola  | Główna rola  | Główna rola  | Główna rola               | Główna rola | Główna rola               | Główna rola               |
| Candice King      | Caroline Forbes  | 150     | Główna rola  | Główna rola  | Główna rola  | Główna rola  | Główna rola               | Główna rola | Główna rola               | Główna rola               |
| Zach Roerig       | Matt Donovan     | 128     | Główna rola  | Główna rola  | Główna rola  | Główna rola  | Główna rola               | Główna rola | Główna rola               | Główna rola               |
| Kayla Ewell       | Vicki Donovan    | 17      | Główna rola  | Gościnnie    | Drugoplanowo |              | Gościnnie                 |             |                           | Gościnnie                 |
| Michael Trevino   | Tyler Lockwood   | 95      | Główna rola  | Główna rola  | Główna rola  | Główna rola  | Główna rola               | Główna rola | Drugoplanowo              | Specjalny udział gościnny |
| Matt Davis        | Alaric Saltzman  | 99      | Główna rola  | Główna rola  | Główna rola  | Gościnnie    | Gościnnie                 | Główna rola | Główna rola               | Główna rola               |
| Joseph Morgan     | Klaus Mikaelson  | 43      |              | Drugoplanowo | Główna rola  | Główna rola  | Specjalny udział gościnny |             | Specjalny udział gościnny |                           |
| Michael Malarkey  | Enzo St. John    | 59      |              |              |              |              | Drugoplanowo              | Główna rola | Główna rola               | Główna rola               |

### W pozostałych rolach
- Claire Holt – Rebekah Mikaelson
- Daniel Gillies – Elijah Mikaelson
- Sebastian Roché – Mikael Mikaelson
- Alice Evans – Esther Mikaelson
- Nathaniel Buzolic – Kol Mikaelson
- Casper Zafer – Finn Mikaelson
- Sara Canning – Jenna Sommers
- David Anders – Johnathan Gilbert II
- Mia Kirshner – Isobel Flemming-Saltzman
- Jack Coleman – William Forbes II
- Marquerite MacIntyre – Elizabeth Forbes
- Melinda Clarke – Kelly Donovan
- Kayla Ewell – Victoria Donovan
- Susan Walter – Carol Lockwood
- Robert Pralgo – Richard Lockwood
- Taylor Kinney – Mason Lockwood
- Jasmine Guy – Sheila Bennett
- Bianca Lawson – Emily Bennett
- Chris William Martin – Zach Salvatore
- Dawn Olivieri – Andie Star
- Arielle Kebbel – Lexi
- Lauren Cohan – Rose
- Malese Jow – Anna
- Kelly Hu – Pearl
- Stephen Martines – Frederick
- Sterling Sulieman – Harper
- Bryton James – Luka Martin
- Lisa Tucker – Greta Martin
- Trent Ford – Trevor
- Trevor Peterson – Slater
- Sean Faris – Ben McKittrick
- Michaela McManus – Jules
- Amanda Detmer – Trudie Peterson
- Chris J. Johnson – Logan Fell
- Benjamin Ayres – William Tanner
- Tiya Sircar – Aimee Bradley
- Sia Sapoundjieva – matka Petrovej
- Oleg Sapoundjieva – ojciec Petrovej
- Madeline Zima – Charlotte
- Phoebe Tonkin – Hayley Marshall
- Marco James – Liam
- Jodi Lyn O’Keefe – Jo Parker
- Gabrielle Walsh – Sarah
- Penelope Mitchell – Liv Parker
- Chris Brochu – Luke Parker
- Chris Wood – Kai Parker
- Colin Ferguson – Tripp

## Produkcja
5 lutego 2009 roku Variety ogłosiło, że The CW zamówiło odcinek pilotażowy, którego fabuła miałaby opierać się na podstawie serii książek Pamiętniki wampirów. Za produkcję odpowiada firma Alloy Entertainment, a Kevin Williamson, Julie Plec, Les Morgenstein oraz Bob Levy zostali producentami wykonawczymi serii. 19 maja 2009 roku stacja oficjalnie zamówiła serię na sezon 2009-2010.
Druga seria miała swoją premierę 9 września 2010.
26 kwietnia 2011 roku The CW zamówiło trzeci sezon serialu. Trzecia seria miała swoją premierę 15 września 2011.
11 lutego 2013 roku stacja oficjalnie zamówiła czwartą serię na sezon 2013-2014.
11 lutego 2013 serial został prolongowany do piątej serii, której premiera odbyła się 3 października 2013 roku.
13 lutego 2014 stacja The CW oficjalnie zamówiła szósty sezon serialu. 11 stycznia 2015 roku ogłoszono, że Steven R. McQueen (Jeremy Gilbert) opuści serial w 14. odcinku szóstego sezonu. 6 kwietnia 2015 roku podano do wiadomości, że Nina Dobrev, odgrywająca rolę głównej bohaterki Eleny Gilbert, oraz Michael Trevino odgrywający rolę Tylera Lockwooda opuszczą serial po szóstym sezonie.
11 stycznia 2015 roku The CW ogłosiła przedłużenie serialu o siódmy sezon. Dobrev nagrała narrację na potrzeby finałowego odcinka sezonu siódmego.
11 marca 2016 roku stacja The CW ogłosiła przedłużenie produkcji serialu o 8 sezon, natomiast 23 lipca tego samego roku podano do wiadomości, że będzie to ostatnia seria, składająca się z 16 odcinków. Ósma seria miała swoją premierę 21 października 2016.

## Lista odcinków
| Seria | Seria | Odcinki | Emisja w USA The CW  | Emisja w USA The CW | Emisja w Polsce nFilm HD (sezony 1-2)/nPremium (sezon 3)/Netflix Polska (sezony 4-8) | Emisja w Polsce nFilm HD (sezony 1-2)/nPremium (sezon 3)/Netflix Polska (sezony 4-8) |
| Seria | Seria | Odcinki | Premiera             | Finał               | Premiera                                                                             | Finał                                                                                |
| ----- | ----- | ------- | -------------------- | ------------------- | ------------------------------------------------------------------------------------ | ------------------------------------------------------------------------------------ |
|       | 1     | 22      | 10 września 2009     | 13 maja 2010        | 2 listopada 2009                                                                     | 7 czerwca 2010                                                                       |
|       | 2     | 22      | 9 września 2010      | 12 maja 2011        | 1 listopada 2010                                                                     | 13 czerwca 2011                                                                      |
|       | 3     | 22      | 15 września 2011     | 10 maja 2012        | 5 stycznia 2012                                                                      | 29 maja 2012                                                                         |
|       | 4     | 23      | 11 października 2012 | 16 maja 2013        | 15 lutego 2016                                                                       | 15 lutego 2016                                                                       |
|       | 5     | 22      | 3 października 2013  | 15 maja 2014        | 15 lutego 2016                                                                       | 15 lutego 2016                                                                       |
|       | 6     | 22      | 2 października 2014  | 14 maja 2015        | 15 lutego 2016                                                                       | 15 lutego 2016                                                                       |
|       | 7     | 22      | 8 października 2015  | 19 maja 2016        | 1 czerwca 2016                                                                       | 1 czerwca 2016                                                                       |
|       | 8     | 16      | 21 października 2016 | 10 marca 2017       | 29 października 2016                                                                 | 18 marca 2017                                                                        |

## Wydania DVD
| Seria | Seria | Odcinki | Wydania DVD i Blu-ray   | Wydania DVD i Blu-ray      | Wydania DVD i Blu-ray | Wydania DVD i Blu-ray |
| Seria | Seria | Odcinki | Region 1                | Region 2                   | Region 4              | Polska                |
| Seria | Seria | Odcinki | Region A (USA i Kanada) | Region B (Wielka Brytania) | Region B (Australia)  | Polska                |
| ----- | ----- | ------- | ----------------------- | -------------------------- | --------------------- | --------------------- |
|       | 1     | 22      | 31 sierpnia 2010        | 23 sierpnia 2010           | 1 września 2010       | 13 maja 2011          |
|       | 2     | 22      | 30 sierpnia 2011        | 22 sierpnia 2011           | 7 września 2011       | 21 września 2012      |
|       | 3     | 22      | 11 września 2012        | 20 sierpnia 2012           | 3 października 2012   | 12 września 2014      |
|       | 4     | 23      | 3 września 2013         | 26 sierpnia 2013           | 2 października 2013   | brak danych           |
|       | 5     | 22      | 9 września 2014         | 1 września 2014            | 27 października 2014  | brak danych           |
|       | 6     | 22      | brak danych             | brak danych                | 26 października 2015  | brak danych           |
|       | 7     | 22      | brak danych             | brak danych                | brak danych           | brak danych           |
|       | 8     | 16      | brak danych             | brak danych                | brak danych           | brak danych           |